# Ottavio Rinuccini

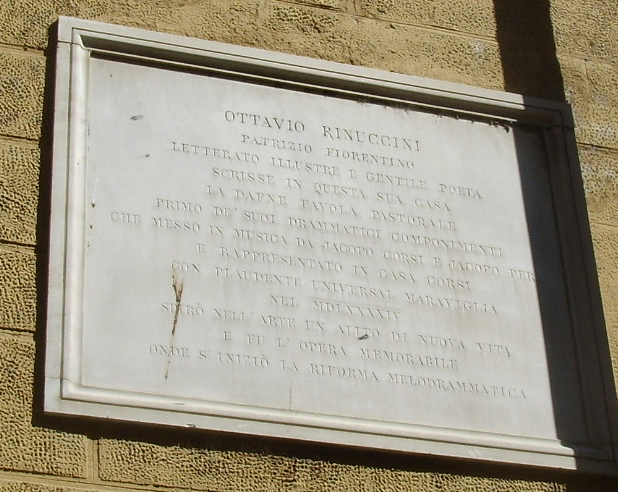
Tablica pamiątkowa poświęcona Ottavio Rinucciniemu przy via de' Rustici we Florencji

Ottavio Rinuccini (ur. 20 stycznia 1562 – zm. 28 marca 1621) – florencki poeta, librecista, członek Cameraty Florenckiej.
Znany był jako autor tekstów pierwszych oper w historii:
- Dafne[1], del 1595, muzyka: Jacopo Peri (zaginęła), w roku 1608 do tego samego tekstu napisał muzykę Marco da Gagliano
- Euridice[1], 1600, muzyka: Jacopo Peri, później także Giulio Caccini.
- Arianna, 1608 muzyka: Claudio Monteverdi (muzyka zaginęła, oprócz słynnego Lamentu Ariadny).
- Il ballo delle ingrate, 1608 muzyka: Claudio Monteverdi.

Ottavio Rinuccini był także autorem utworów poetyckich, niekiedy opracowywanych muzycznie przez kompozytorów jako teksty do pieśni i madrygałów.